# Franciszkany
Franciszkany [pronunciación en polaco: /frant͡ɕiʂˈkanɨ/] es un pueblo ubicado en el distrito administrativo de Gmina Nowy Kawęczyn, dentro del Distrito de Skierniewice, Voivodato de Łódź, en Polonia central. Se encuentra aproximadamente a 3 kilómetros al noroeste de Nowy Kawęczyn, a 8 kilómetros al sureste de Skierniewice, y a 54 kilómetros al este de la capital regional Łódź.